# Autalia longicornis
Autalia longicornis är en skalbaggsart som beskrevs av Otto Scheerpeltz 1947. Autalia longicornis ingår i släktet Autalia och familjen kortvingar. Arten är reproducerande i Sverige. Inga underarter finns listade i Catalogue of Life.